# Dicymbe duidae
Dicymbe duidae är en ärtväxtart som beskrevs av John Macqueen Cowan. Dicymbe duidae ingår i släktet Dicymbe och familjen ärtväxter. Inga underarter finns listade i Catalogue of Life.